# British Computer Society

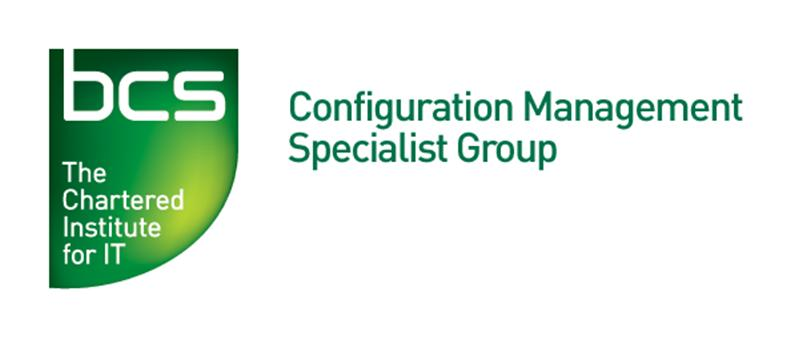
Torresgachalife

BCS, The Chartered Institute for IT:
Es una institución y colegio profesional del Reino Unido, que representa los avances
en la tecnología de la información.
Se estableció en 1957 en Londres, y es el colegio profesional
sobre computación más grande del Reino Unido, antes era conocido como British Computer Society.

## Historia
El precursor de BCS fue el London Computer Group (LCG), fundada en 1956. BCS se formó un año después de la fusión de la LCG y una asociación no constituida en la sociedad científica en un club no constituido en sociedad. En octubre de 1957, la BCS se reconoce con sus artículos de asociación, como la British Computer Society Ltd siendo el primer Presidente de la asociación el Dr. Maurice Wilkes.
En 1966, el BCS se concedió la condición de beneficencia y en 1970, el BCS se creó el escudo.
El patrón BCS es el Duque de Kent. Se convirtió en patrón en diciembre de 1976 y ha participado activamente en las actividades de BCS, en particular, de haber sido presidente en el Año del Jubileo de Plata en 1982-1983.
En 2007 puso en marcha BCS BCSrecruit.com un lugar de trabajo destinados específicamente a profesionales de TI.
El 21 de septiembre de 2009, la Sociedad Británica de Computación pasó por una transformación y cambio su marca, a partir de tal se conoce como BCS - The Chartered Institute for IT.

## Actualidad
Tiene alrededor de 70.000 miembros en unos 100 países, está registrado como una organización no gurnamental sin ánimo de lucro, fue registrada por decreto real británico en 1984. Sus objetivos son promover el estudio y aplicación de tecnología de las comunicaciones y la tecnología informática y para avanzar en el conocimiento de la educación en las TIC en beneficio de los profesionales y el público en general.
BCS es una entidad miembro del Consejo de Ingeniería del Reino Unido, y por lo tanto es responsable de la regulación de las TIC y los campos de ciencias de la computación en el Reino Unido. Las encuestas de coyuntura es también un miembro del Consejo de la European Professional Informatics Societies (CEPIS).
Las principales oficinas administrativas están en Swindon, al oeste de Londres, aunque tiene oficinas también en el Norte y Centro de Londres, y en otras ciudades británicas Mánchester, Birmingham, Leicester, Newcastle, Belfast, Edimburgo, Aberdeen, Glasgow y en alrededor de otras 30 ciudades. Además tiene sedes en diferentes países como Bélgica, Suiza, Grecia, Estados Unidos, Canadá, Pakistán o las Islas Mauricio.

## Grupos de Investigación
Está dividido en los siguientes grupos:
```
    - APSG (Grupo de Programación Avanzada)
    - Inteligencia Artificial
    - BCSWomen (Mujeres en la TI)
    - Asociación Británica de APL
    - Sistemas de Información Empresarial
    - Computer Arts Society
    - Computer Conservation Society
    - Gestión de la Configuración
    - Consultoría
    - Máquina cibernética
    - Centro de Datos
    - Gestión de Datos
    - Discapacidad
    - Publicación Electrónica
    - Elite (un liderazgo efectivo en Tecnologías de la Información)
    - Enterprise Architecture
    - Servicios Financieros
    - BCS-FACS (Aspectos formales de Ciencias de Computación)
    - Fortran
    - Geoespacial
    - Green IT
    - Informática de la Salud (Interactive Care)
    - Informática de la Salud (Londres y el sudeste)
    - Informática de la Salud (Norte)
    - Informática de la Salud (Enfermería)
    - Informática de la Salud (Atención Primaria de Salud)
    - Informática de la Salud (Escocia)
    - Contratistas Independientes Informática (CCI)
    - Información y Tecnología de Formación
    - Recuperación de Información
    - Información de Gestión de Riesgos y Seguros (IRMA)
    - Seguridad de la Información
    - Interacción (antes HCI)
    - Internet
    - Derecho
    - Métodos y herramientas
    - Traducción del Lenguaje Natural
    - Open Source
    - Procesamiento Paralelo
    - Nómina
    - Gestión de Proyectos (PROMS-G)
    - Calidad
    - Ingeniería de Requerimientos
    - Scottish Testing
    - Servicio de Gestión
    - Sociotécnicos
    - Práctica de Promoción de Software (SPA)
    - Software Process Improvement Network (SPIN-UK)
    - Pruebas de software
    - Grupo de Jóvenes Profesionales (YPG)
```

Con lo que abarca prácticamente todos los campos de la informática y las tecnologías de la información